# Saint-Père-Marc-en-Poulet
Saint-Père-Marc-en-Poulet (bretonisch: Sant-Pêr-Poualed) ist eine französische Gemeinde mit 2.399 Einwohnern (Stand: 1. Januar 2022) im Département Ille-et-Vilaine in der Region Bretagne; sie gehört zum Arrondissement Saint-Malo und zum Kanton Dol-de-Bretagne. Die Einwohner werden Péréens und Péréennes genannt.
Die ursprünglich mit dem Namen Saint-Père bezeichnete Gemeinde änderte ihre Bezeichnung mit Erlass N° 2018-956 vom 5. November 2018 auf den aktuellen Namen Saint-Père-Marc-en-Poulet.

## Geographie
Die Gemeinde liegt etwa elf Kilometer südsüdöstlich von Saint-Malo am Ästuar des Rance. Sie wird umgeben von den Nachbargemeinden Saint-Jouan-des-Guérets im Nordwesten und Norden, Saint-Méloir-des-Ondes im Nordosten, La Gouesnière im Nordosten und Osten, Saint-Guinoux im Südosten, Miniac-Morvan und Châteauneuf-d’Ille-et-Vilaine im Süden, La Ville-ès-Nonais im Südwesten, Saint-Suliac im Südwesten und Westen sowie Le Minihic-sur-Rance im Westen auf der anderen Seite des Ästuars.

## Bevölkerungsentwicklung
| Jahr                       | 1962 | 1968 | 1975 | 1982 | 1990 | 1999 | 2006 | 2012 | 2020 |
| Einwohner                  | 1145 | 1055 | 1080 | 1247 | 1516 | 1750 | 2126 | 2256 | 2346 |
| Quellen: Cassini und INSEE |      |      |      |      |      |      |      |      |      |

## Sehenswürdigkeiten
- Pfarrkirche Saint-Pierre, Neubau des 20. Jahrhunderts
- Kapelle Saint-Roch aus dem 19. Jahrhundert
- Priorei Saint-David de la Mare
- Gezeitenmühle im Weiler Le Beauchet, Neubau aus dem 19. Jahrhundert, Fassade, Dach und Mechanismus seit 1986 als Monument historique eingeschrieben
- Schloss im Weiler Le Chateau, Neubau aus dem 15. Jahrhundert, seit 1992 in Teilen als Monument historique klassifiziert, in weiteren Teilen seit 2021 eingeschrieben
- Malouinière im Weiler Launay-Ravilly, erbaut 1732, seit 1994 in Teilen als Monument historique eingeschrieben
- Herrenhaus Le Bois Martin aus dem 18. Jahrhundert
- Fort von Saint-Père aus dem 18. Jahrhundert, heute als Festivalgelände (La Route de Rock) genutzt

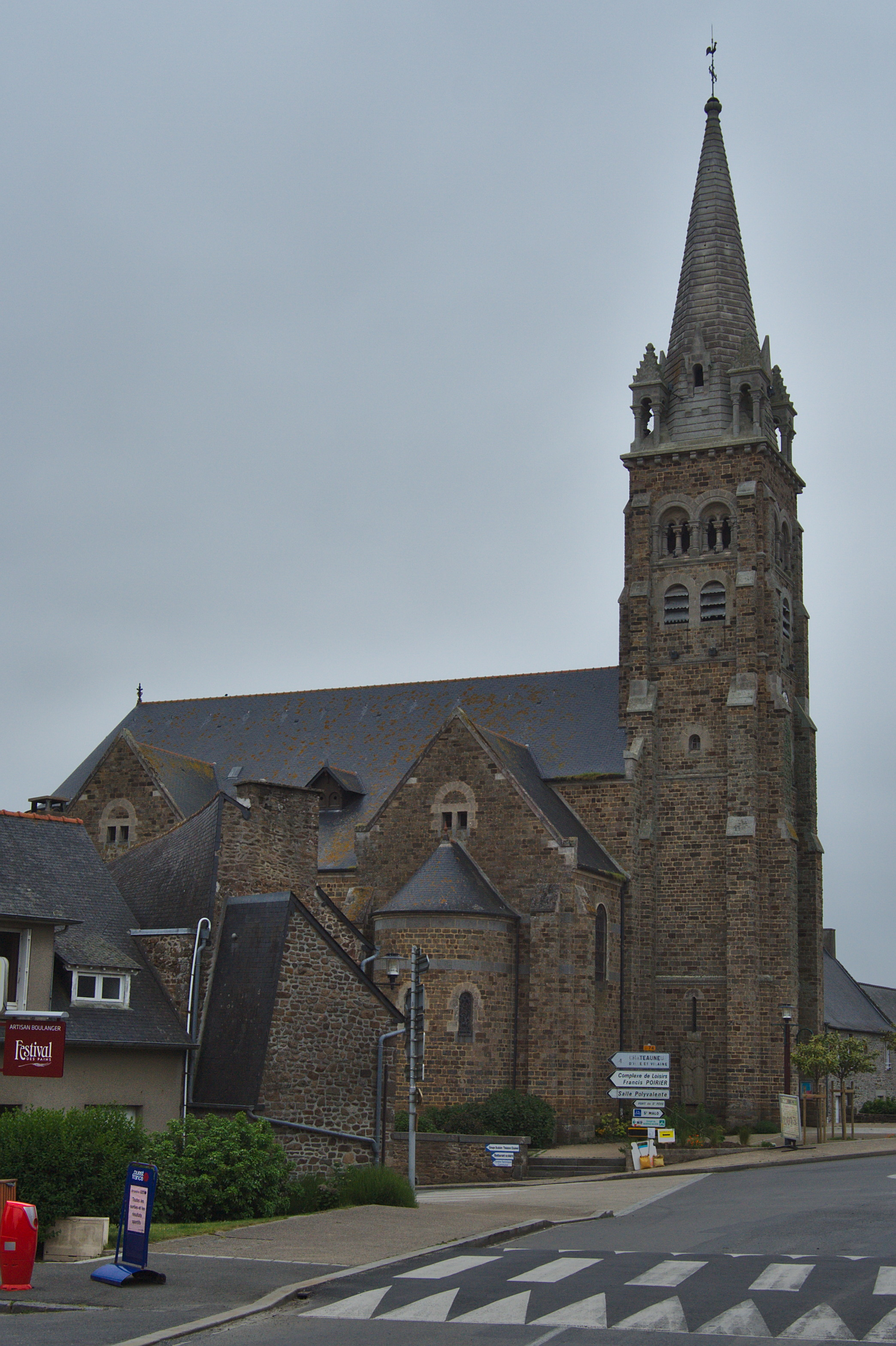
Kirche Saint-Pierre
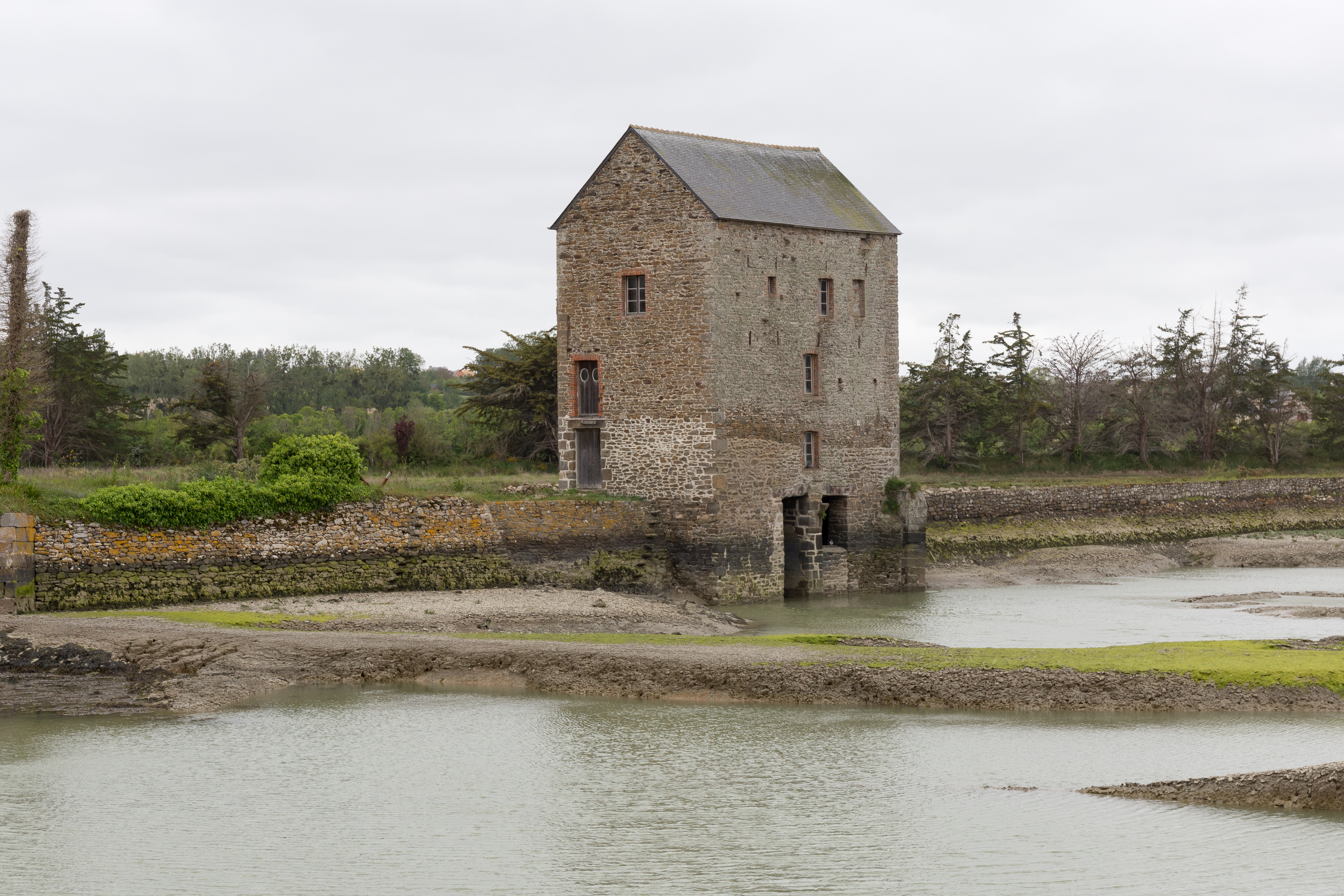
Gezeitenmühle im Weiler Le Beauchet
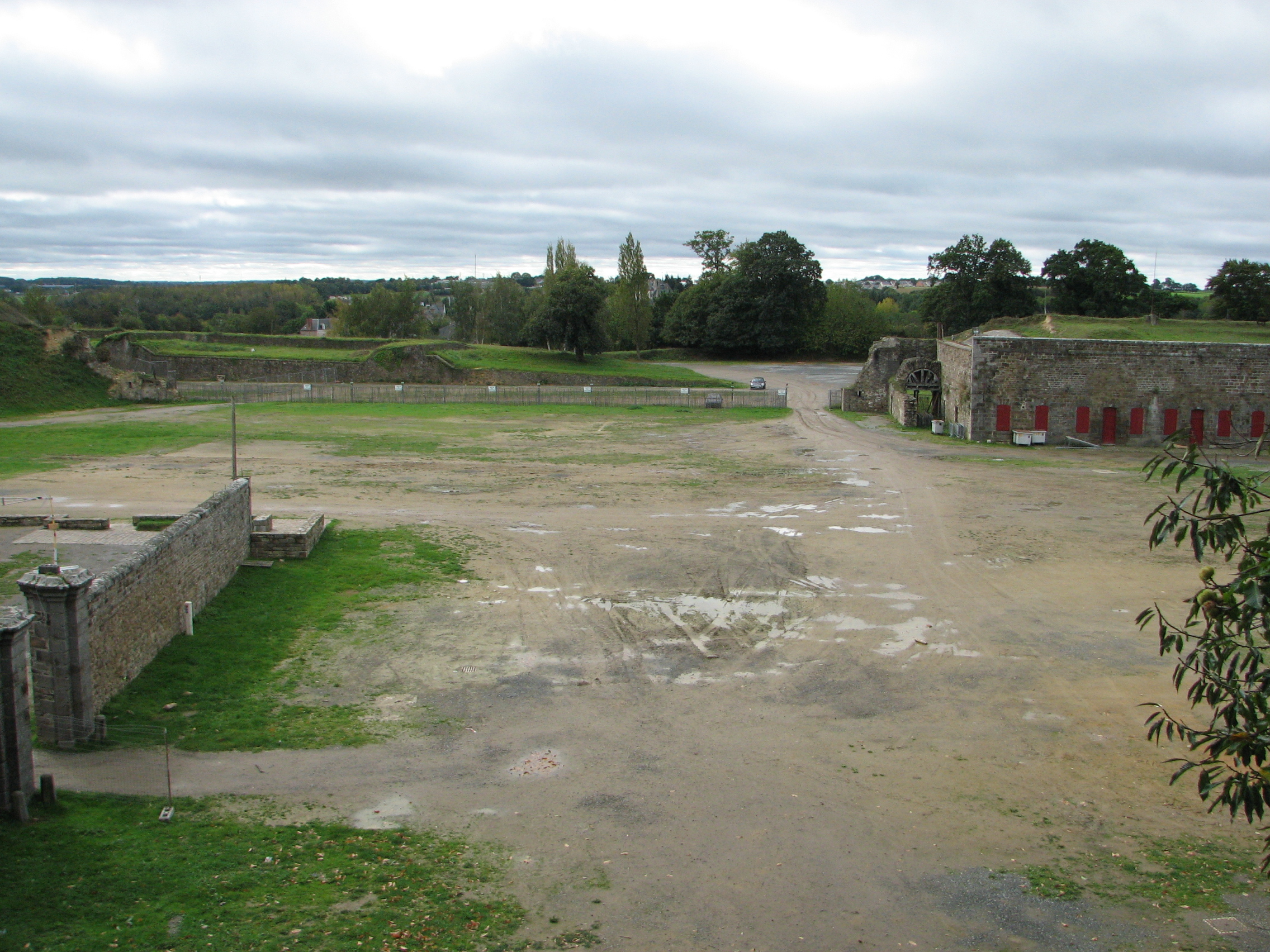
Reste des früheren Forts

## Gemeindepartnerschaft
Mit der belgischen Gemeinde Nandrin in der Provinz Liège (Wallonien) besteht seit 2001 eine Partnerschaft.

## Persönlichkeiten
- Charles-Jean de La Motte-Vauvert (1782–1860), römisch-katholischer Geistlicher, Bischof von Vannes 1827–1860